# Zirimícuaro
Zirimícuaro es una localidad del estado mexicano de Michoacán. Es parte del municipio de Ziracuaretiro.

## Demografía
| Gráfica de evolución demográfica |
|                                  |

| Censo | Población |
| ----- | --------- |
| 1900  | 366       |
| 1910  | 281       |
| 1921  | 148       |
| 1930  | 216       |
| 1940  | 286       |
| 1950  | 347       |
| 1960  | 353       |
| 1970  | 536       |
| 1980  | 533       |
| 1990  | 887       |
| 2000  | 1075      |
| 2010  | 1315      |
| 2020  | 1661      |